# Kadina
Kadina è una città dell'Australia Meridionale (Australia); essa si trova 150 chilometri a nord-ovest di Adelaide ed è la sede della Municipalità di Copper Coast. Al censimento del 2006 contava 4.026 abitanti.